# Sergi Pedrerol
Sergi Pedrerol Cavallé (Molins de Rey, Barcelona, 16 de diciembre de 1969) es un exjugador y entrenador español de waterpolo. Actualmente, es entrenador del primer equipo de waterpolo del Club Natació Molins de Rei.
Fue internacional absoluto con selección nacional de waterpolo, con la que se proclamó campeón olímpico en 1996 y subcampeón en 1992 y bicampeón del mundo en 1998 y 2001.

## Clubes
- Club Natació Molins de Rei ( España)
- Club Natació Catalunya ( España)
- Club Natació Sabadell ( España)

## Palmarés
Clubes
- 1 Copa de Europa (1995)
- 1 Recopa de Europa (1992)
- 2 Supercopas de Europa (1992 y 1995)
- 7 Ligas de España (1988, 1989, 1990, 1992, 1993, 1994 y 1998)
- 7 Copas del Rey (1987, 1988, 1990, 1992, 1994, 1997 y 2005)

Selección española
- 6º en los Juegos Olímpicos de Atenas 2004
- 5º en el Campeonato del mundo de natación en Barcelona 2003
- Oro en los juegos del mediterráneo de 2001
- Oro en el Campeonato del mundo de natación Fukuoka 2001
- 4º en los Juegos Olímpicos de Sídney en 2000
- Oro en el Campeonato del mundo de natación Perth 1998
- Plata en los Goodwill Games 1998[2]
- Oro en los Juegos Olímpicos en Atlanta 1996
- Plata en el Campeonato del mundo de natación Roma 1994
- Bronce en el campeonato Europeo de waterpolo Sheffield 1993
- Plata en los Juegos Olímpicos en Barcelona 1992
- Plata en el campeonato Europeo de waterpolo Atenas 1991

## Condecoraciones
| Distinción                                       | Año  |
| ------------------------------------------------ | ---- |
| Medalla de Oro - Real Orden del Mérito Deportivo | 2011 |